# Weihnachten in Glenbrooke
Weihnachten in Glenbrooke (Originaltitel: A Glenbrooke Christmas) ist ein kanadisches romantisches Drama von David I. Strasser aus dem Jahr 2020. Die Hauptrollen sind mit Autumn Reeser als Jessica Morgan und Antonio Cupo als Kyle Buchanan besetzt.

## Handlung
Ein paar Tage vor Weihnachten fährt Jessica Morgan nach Glenbrooke, die Geburtsstadt ihrer Mutter, um den magischen Moment der läutenden Glocken zu erleben, von dem ihre Mutter ihr viel erzählt hat. Seit ihre Eltern vor 30 Jahren gestorben sind, hat ihr Großvater Harold für sie gesorgt. Nun soll Jessica ab Beginn des neuen Jahres die Leitung der Firma übernehmen.
Als sie in Glenbrooke ankommt, stößt sie mit dem Feuerwehrhauptmann des Ortes, Kyle Buchanan, zusammen, bevor sie sich zu dem ehemaligen Haus ihrer Mutter begibt, welches nun zu einer Ferienwohnung umgebaut wurde. Der Vermieter der Wohnung, Wyatt, begrüßt sie freundlich und gibt ihr den Hinweis, dass sie ins nahegelegene Café gehen muss, um WLAN-Empfang zu haben. Als Jessica es sich in der Wohnung gemütlich machen will, löst sie den Rauchmelder aus, woraufhin Kyle und seine Kollegin Ruthie vor der Tür stehen. Ruthie spürt direkt die Chemie zwischen den beiden.
Am nächsten Tag sucht Jessica das Café auf, wo sie sich mit Shirley und Teri anfreundet. Teri kümmert sich um die lokale Bücherei und lädt Jessica am Nachmittag ein vorbeizukommen. Als sie am Nachmittag den Kunstkurs besucht und erfährt, dass die Vertretungslehrerin nicht erschienen ist, erklärt sie sich dazu bereit, die Leitung des Kurses zu übernehmen, da sie bereits die talentierte Dawn begeistern konnte.
Während der Zeit in Glenbrooke kommen sich Kyle und Jessica näher. Im Gespräch erzählt er ihr von seiner gescheiterten Beziehung und dass der Grund dafür an den unterschiedlichen Klassen beider liegen würde. Aus Angst, die sich zwischen beiden aufbauende Beziehung zu ruinieren, verschweigt Jessica ihm zunächst, dass sie Millionärin ist. Als jedoch das geplante Glockenspiel ausfallen soll, da die Gemeinde die Kosten für die Reparatur der Glocken nicht finanzieren kann, schmiedet Jessica einen Plan: Sie organisiert ein Spendenevent, bei dem die Bevölkerung auf der anderen Seite des Berges, welche sehr wohlhabend ist, Glenbrooke mittels ihrer Spenden unterstützen. Alle sind begeistert von der Idee und machen sich sofort daran, den Plan in die Tat umzusetzen.
Jessicas Plan geht auf und die angebotenen Sachen verkaufen sich überragend, sodass sie das Geld für die Reparatur zusammenbekommen. Am Abend möchte Jessica Kyle die Wahrheit über ihren Beruf und ihr Vermögen erzählen, nicht zuletzt, weil er ein guter Freund von Teri ist und sie Jessica darum gebeten hat. Als Jessica ihm jedoch die Wahrheit sagen möchte, reagiert er enttäuscht und scheint wenig überrascht, da er diese Information bereits durch einen Freund bei der Polizei erhalten hat. Er sagt ihr, dass es zwischen den beiden nicht passt, und lässt sie stehen.
Jessica packt daraufhin ihre Sachen zusammen und verabschiedet sich von ihren neu gewonnenen Freunden in Glenbrooke. Als sie sich auf den Weg zurück nach Los Angeles macht, versperrt eine Straßensperre den Weg, und sie ist gezwungen zu warten. In der Zwischenzeit eilt Ruthie in die Feuerwehrstation und übergibt Kyle ein Notizbuch, welches Skizzen von Jessica enthält. Die Skizzen zeigen Jessicas Momente in Glenbrooke, darunter auch die gemeinsamen Abende mit Kyle. Ruthie macht ihm klar, dass er und Jessica Seelenverwandte sind und er sie nicht gehen lassen darf. Daraufhin macht er sich mit seinem Feuerwehrtruck auf in Richtung Los Angeles und erreicht gerade noch rechtzeitig Jessica, bevor die Straßensperre aufgehoben wird. Er teilt ihr seine Gefühle mit und die beiden kehren zusammen nach Glenbrooke zurück. Dort angekommen wartet bereits ihr Großvater Harold auf sie, welcher glücklich ist, Jessica so fröhlich wie lange nicht mehr zu sehen. Zusammen begeben sie sich am Abend zur Kirche, um den reparierten Glocken zu lauschen.

## Produktion

### Drehort
Die Dreharbeiten fanden unter anderem in Abbotsford und Chilliwack statt.

### Synchronisation
Die deutschsprachige Synchronisation entstand nach einem Dialogbuch von Christos Topulos und unter der Dialogregie von Jörn Linnenbröker im Auftrag von DMT Studios.
| Rolle              | Darsteller       | Synchronsprecher      |
| ------------------ | ---------------- | --------------------- |
| Bridget            | Johanna Marlowe  | Annika Tenter         |
| Dawn Evans         | Jennifer Tong    | Elise Eikermann       |
| Harold Morgan      | Beau Daniels     | Reent Reins           |
| Jessica Morgan     | Autumn Reeser    | Kristina von Weltzien |
| Kyle Buchanan      | Antonio Cupo     | Nicolas König         |
| Molly              | Tiffany Mo       | Franziscka Friede     |
| Ruthie Rolland     | Latonya Williams | Leonie Landa          |
| Shirley Carmonella | Lauren K. Robek  | Elena Wilms           |
| Teri White         | Lisa MacFadden   | Nadine Schreier       |
| Wyatt Mooney       | Terence Kelly    | Manfred Liptow        |

## Rezeption
Der Film erhielt überwiegend ausgeglichene bis positive Kritiken und erzielte bei IMDb eine durchschnittliche Bewertung von 6,6 der möglichen 10 Punkte.